# Апецька
А́пецька — гора в Українських Карпатах, на межі Тячівського і Рахівського районів Закарпатської області.
Гора Апецька розташована на схід від селища Дубове (до вершини приблизно 8 км).
Дехто відносить Апецьку до гірського масиву Свидовець. Однак гора належить до так званих острівних гір, тобто гір, не пов'язаних з жодним хребтом чи гірським масивом.
Апецька має кілька вершин, найвищі з яких — 1511 і 1512 м. У плані (вид зверху) гора дещо нагадує велетенську літеру Х з раменами завдовжки до 3 км. Назва гори походить від румунської мови й означає «водяна» (румунською apă — вода). Названа Апецька так недаремно, адже на її схилах є чимало джерел, які дають початок потічкам — притокам таких річок, як Тересва, Великий Плавуць, Крайня Ріка та інших. До висоти приблизно 1400 м гора вкрита хвойними та буковими лісами, вище — полонини з чорничниками.
Недавніми роками на Апецьку проклали дорогу, якою можна дістатись на її вершини навіть легковим автомобілем чи мотоциклом. Завдяки цьому гора стає дедалі привабливішим об'єктом мандрівок вихідного дня. З Апецьки в ясну погоду видно гору Говерлу (38 км) і частину міста Хуст (бл. 50 км).
На східних схилах вершини бере початок струмок Скуртул, правий доплив Малої Шопурки.

## Галерея

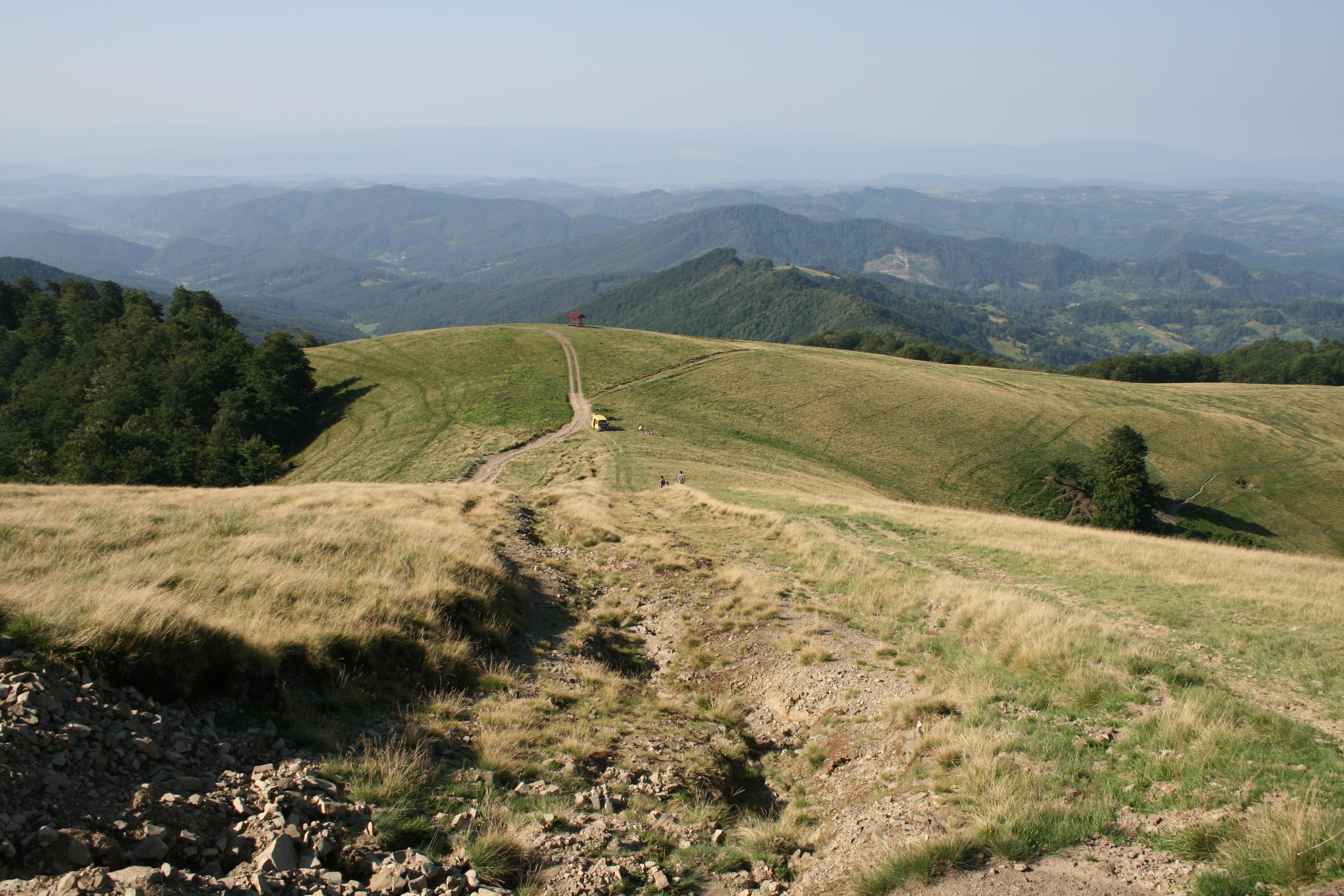
Вигляд на південь
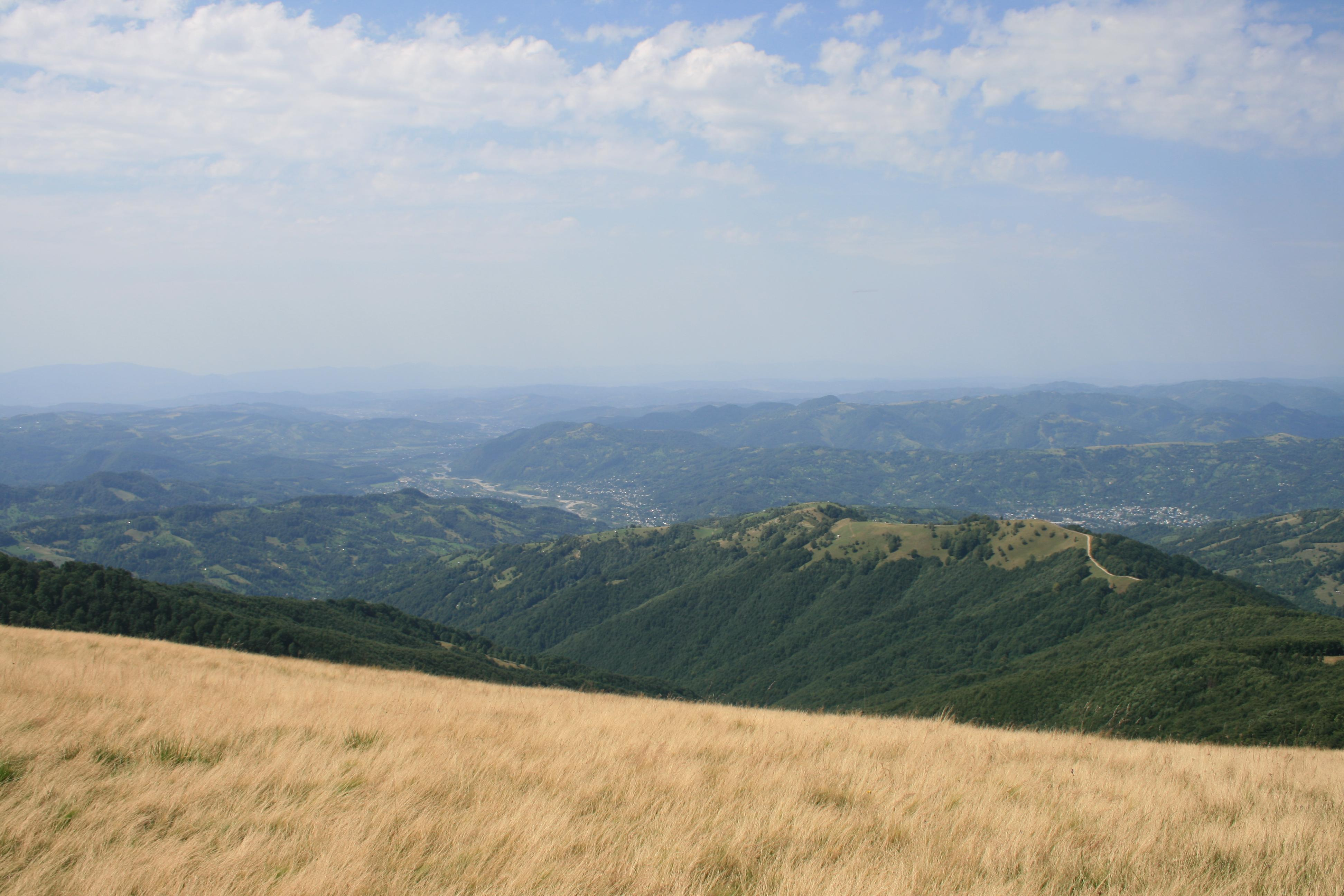
Вигляд захід, на долину річки Тересви
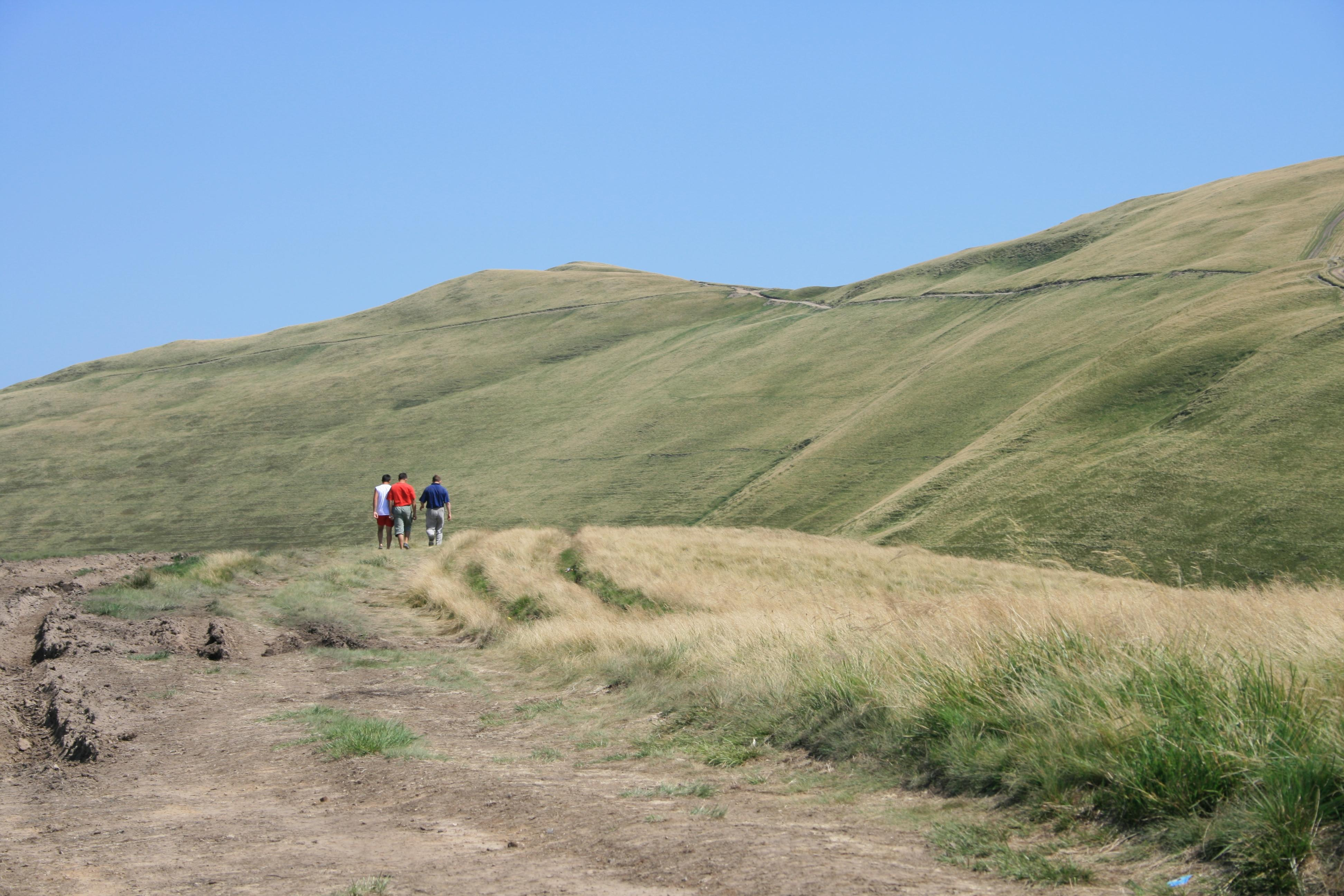
Під вершиною
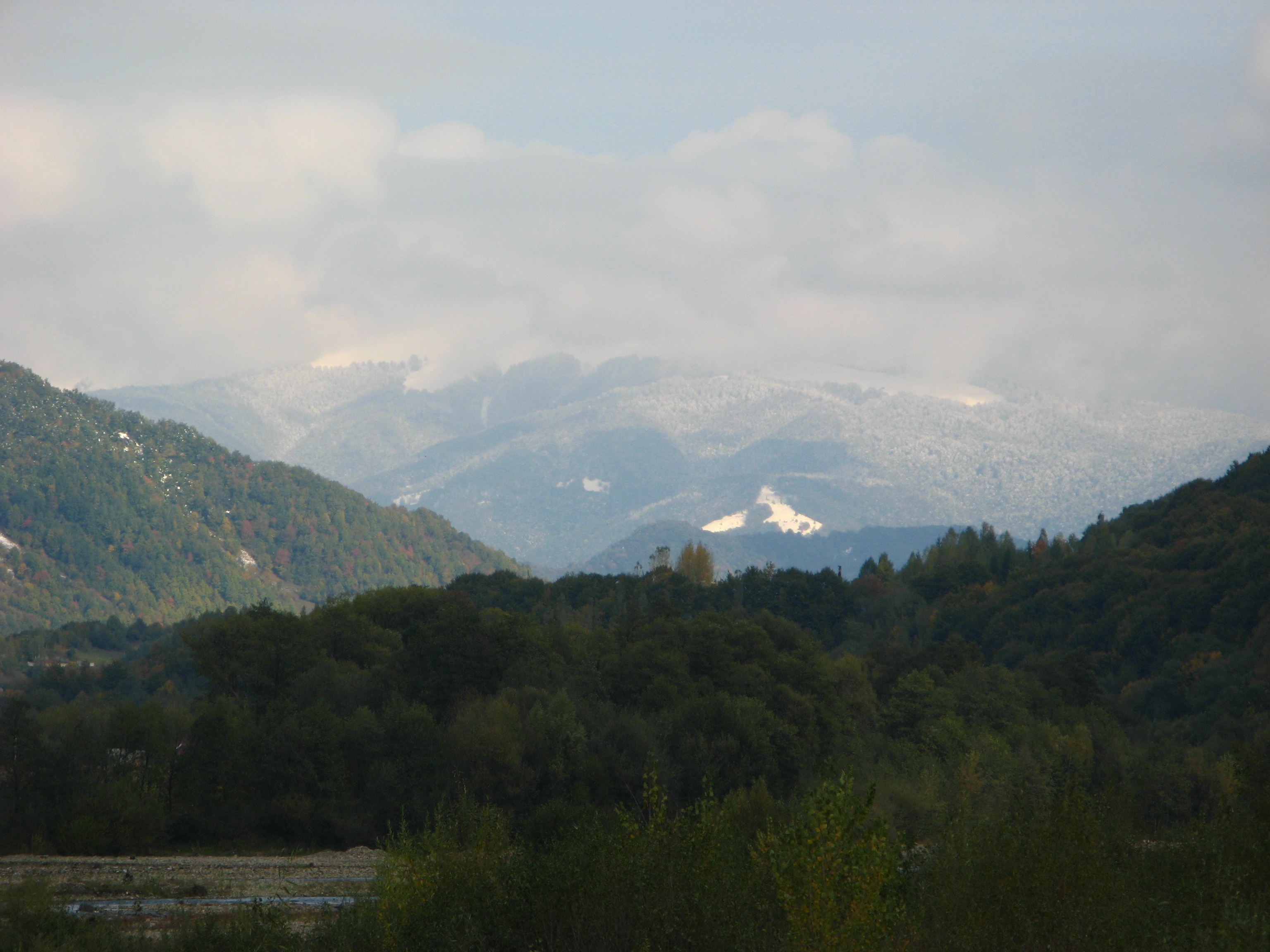
Вигляд на Апецьку зі села Нересниці. На вершині вже зима
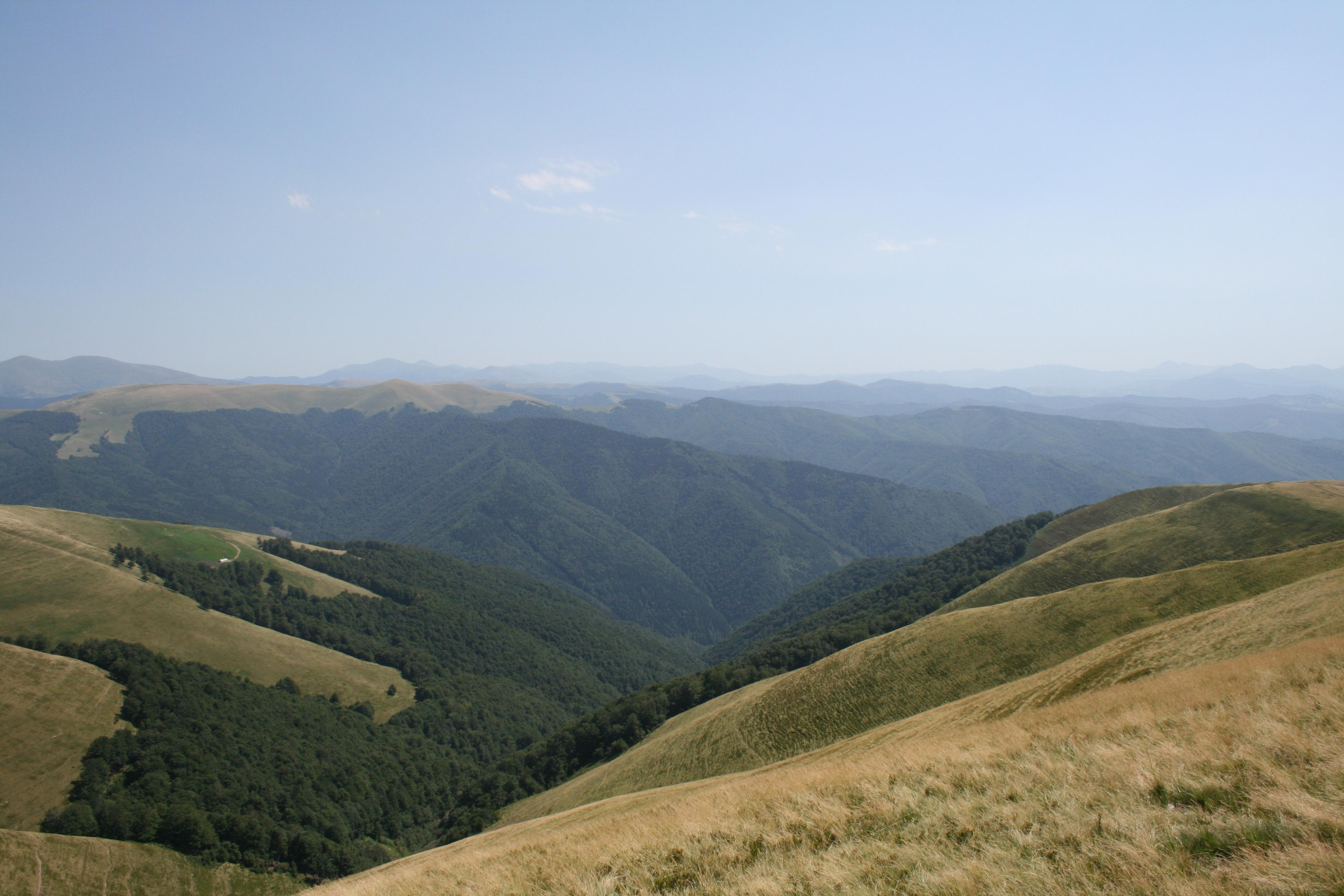
Вигляд на схід (зліва вдалині — гори Близниці)
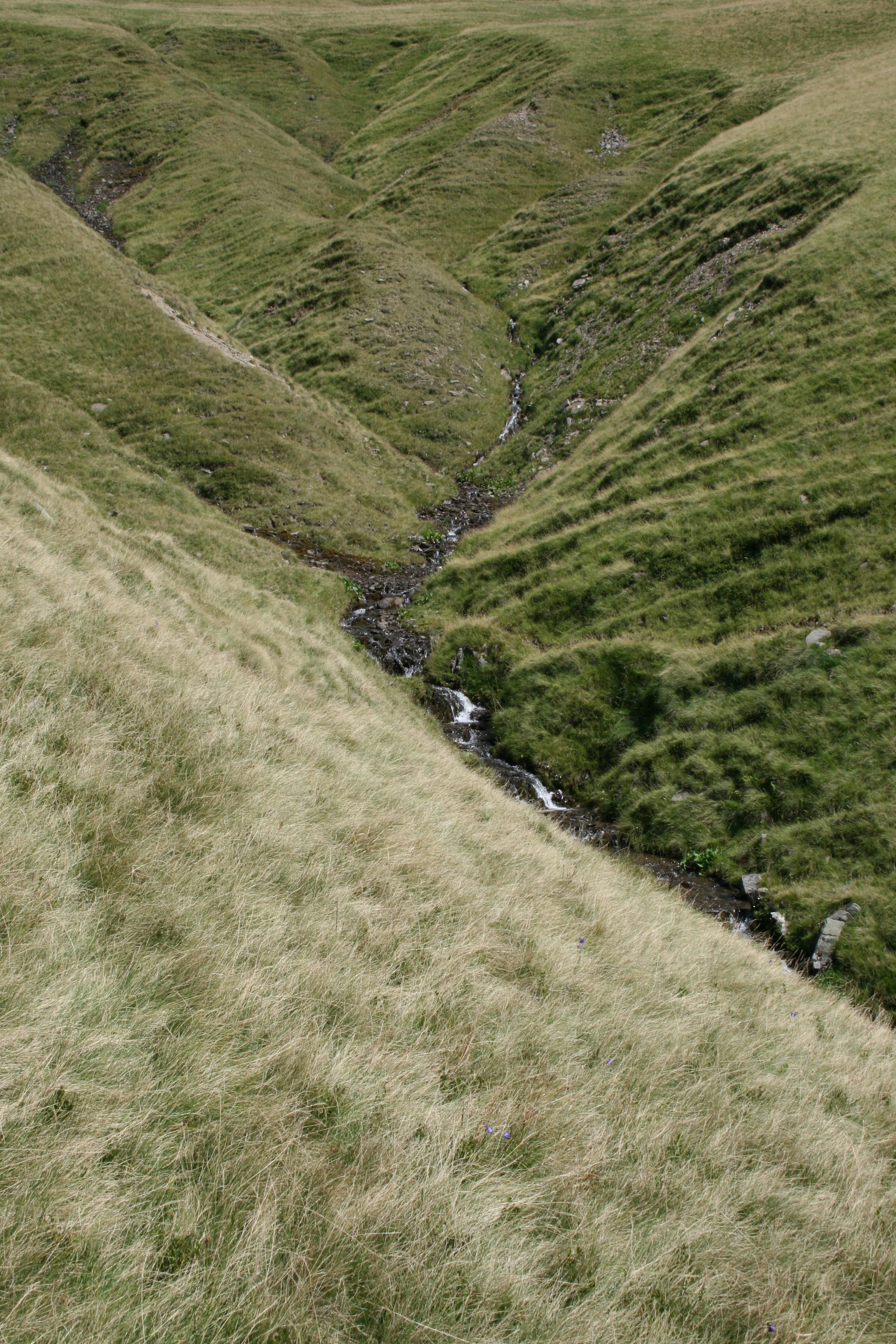
Один з багатьох потічків на схилі гори
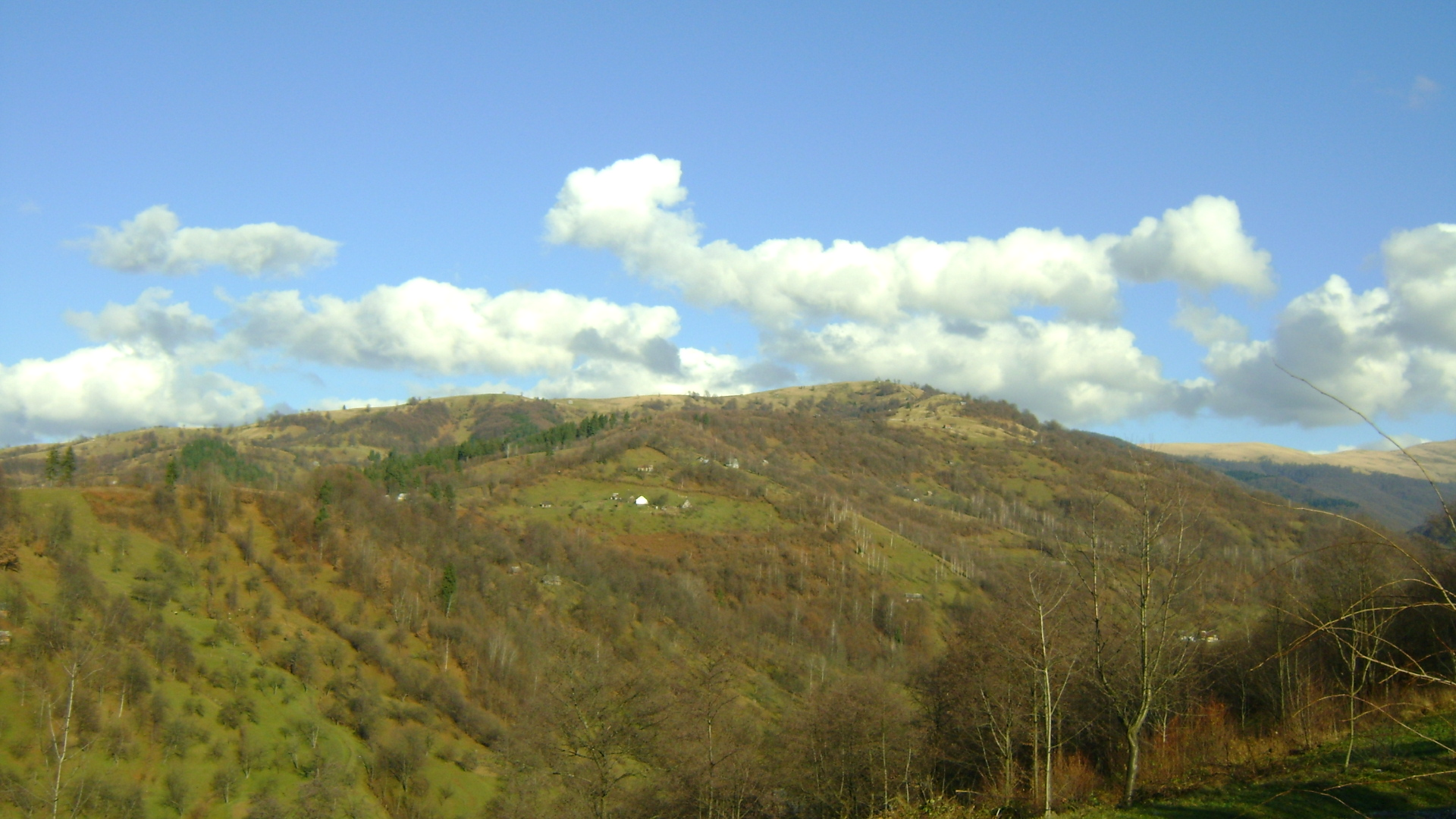
Відноги Апецьки (вигляд з Дубового)
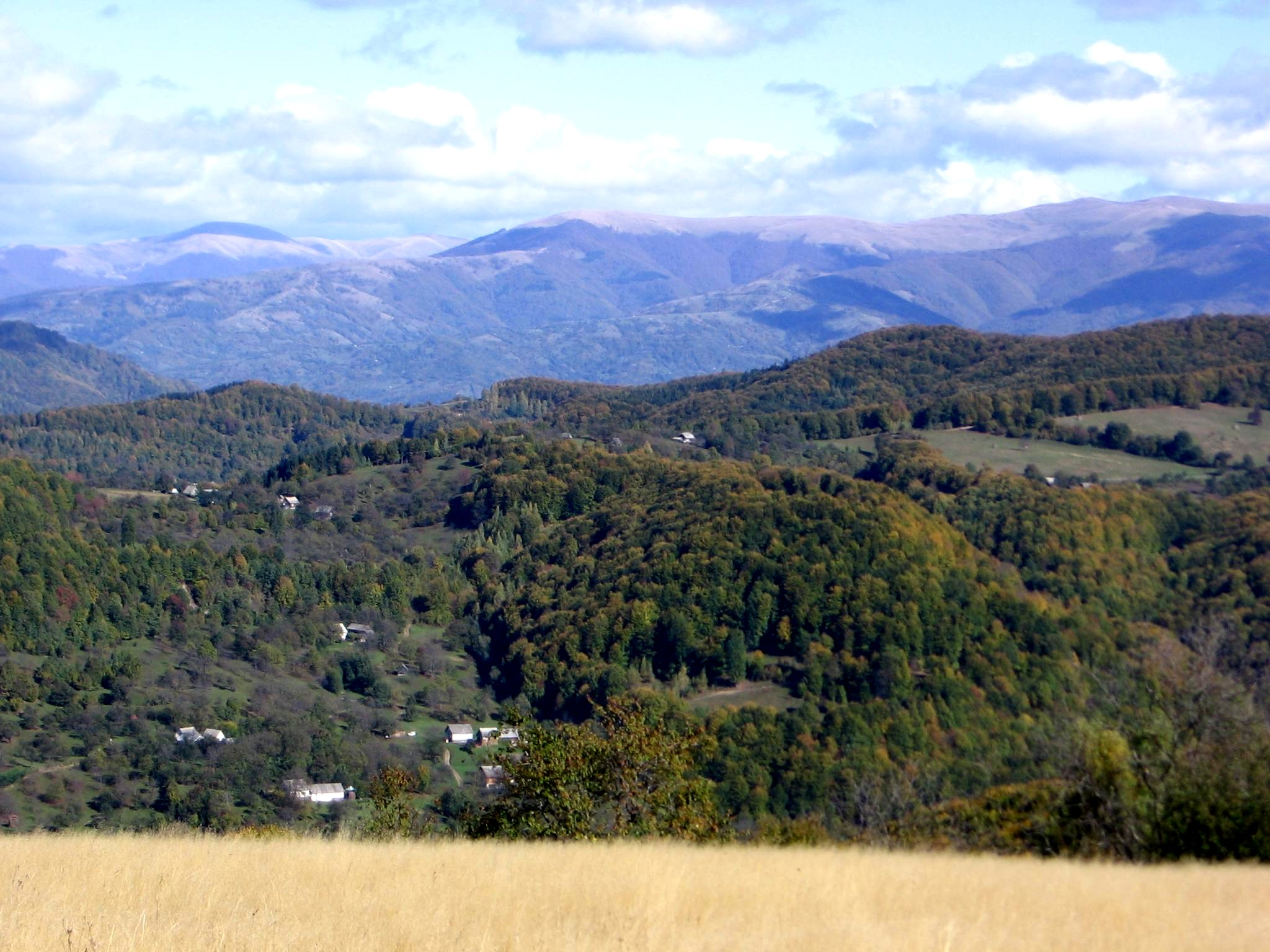
Вигляд на Апецьку (вдалині справа) з околиці села Терново